# Schwarzsee (Tyrolen, Stotzbach)
Schwarzsee är en sjö i Österrike.   Den ligger i förbundslandet Tyrolen, i den centrala delen av landet, 300 km väster om huvudstaden Wien. Schwarzsee ligger 2 602 meter över havet. Den högsta punkten i närheten är Knappenköpfe, 3 027 meter över havet, 1,1 km väster om Schwarzsee.
Trakten runt Schwarzsee består i huvudsak av gräsmarker. Runt Schwarzsee är det ganska glesbefolkat, med 26 invånare per kvadratkilometer.